# Göran Dillner
Göran Dillner, född 26 april 1832 i Västnår, Ovikens socken, död 28 mars 1906 på Sofielund i Gustavsbergs socken, var en svensk matematiker.

## Biografi
Dillner var son till hemmansägaren Anders Olofsson. På grund av släktskap på moderns sida med släkten Dillner upptog han senare släktnamnet Dillner. Han studerade 1848–1854 vid Östersunds läroverk och blev därefter student vid Uppsala universitet. 1858–1859 var Dillner vice adjunkt vid Östersunds läroverk och 1859–1861 adjunkt i levande språk där. Han blev filosofie kandidat 1861, och 1863 filosofie doktor samt docent i matematik vid Uppsala universitet.
Hans doktorsavhandling var en vidareutveckling av Augustin Louis Cauchys arbeten och överinstämde huvudsakligen med Giusto Bellavitis ekvipollenskalkyl, vilken dock var okänd för Dillner, och belönades med Vetenskapssocietetens större pris och infördes i dess årsskrift. 1865–1876 var han föreståndare för det av Dillner tillsammans med andra grundade Uppsala privata elementarläroverk, och var från 1868 adjunkt i matematik vid Uppsala universitet. Han uppfördes på andra förslagsrummet vid tillsättningen av professuren i matematik vid Lunds universitet 1872. Som innehavare av riksstatens mindre utrikes resestipendium vistades han vid universiteten i Göttingen, Halle, Leipzig och Berlin 1875–1876 samt senare även i Königsberg. 1877–1897 var han extraordinarie professor i matematik vid Uppsala universitet.
Utöver sin gärning som matematiker var Dillner mycket intresserad av jordbruk. Sedan han 1870 lämnat sin lärarverksamhet vid Uppsala privata elementarläroverk bosatte han sig på egendomen Johannislund och köpte 1875 i Gränby där han bosatte sig. Sedan han fått tjänsten som professor i matematik tvingades han 1878 flytta tillbaka till Uppsala. Sina sista år tillbringade han på egendomen Sofielund på Värmdön.
Dillner grundade även Tidskrift för matematik och fysik, och var 1868–1871 och 1874 dess huvudredaktör. Han var även stadsfullmäktig i Uppsala 1875–1882. 
Dillner blev 1873 ledamot av Kungliga Vetenskapssocieteten i Uppsala, korresponderande ledamot av Société des sciences physiques et naturelles de Bordeaux 1882 och riddare av Nordstjärneorden 1888. Han är begravd på Uppsala gamla kyrkogård.